# 사토 나오키 (축구 선수)
사토 나오키(일본어: 佐藤 尚輝, 1996년 7월 12일~)는 일본의 축구 선수이다.

## 구단 경력
그는 2019년 J3리그의 아술 클라로 누마즈에 입단했다.